# Девос, Эмманюэль
Эмманюэ́ль Дево́с (фр. Emmanuelle Devos; род. 10 мая 1964, Пюто, департамент О-де-Сен) — французская актриса.
Получила кинопремию «Сезар» в 2002 году за игру в фильме «Читай по губам» (фр. Sur mes lèvres) режиссёра Жака Одиара.

## Фильмография
- 1986 — Похищен Чарли Спенсер! / On a volé Charlie Spencer, режиссёр Francis Huster
- 1991 — Жизнь мертвецов / La Vie des morts, режиссёр Арно Деплешен
- 1992 — Часовой / La Sentinelle, режиссёр Арно Деплешен
- 1996 — Как я обсуждал... (мою сексуальную жизнь)/ Comment je me suis disputé… (ma vie sexuelle), режиссёр Арно Деплешен
- 1997 — Переезд / Le Déménagement, режиссёр Olivier Doran
- 1999 — Возможно / Peut-être, режиссёр Седрик Клапиш
- 2000 — Ой / Aïe, режиссёр Sophie Fillières, Клэр
- 2000 — Папаша в бегах / Cours Toujours, режиссёр Dante Desarthe
- 2001 — Читай по губам / Sur mes lèvres, режиссёр Жак Одиар
- 2002 — Соперник / L’Adversaire, режиссёр Николь Гарсия
- 2003 — Легенда о красном драконе / Rencontre avec le dragon, режиссёр Hélène Angel
- 2004 — Добро пожаловать в Швейцарию / Bienvenue en Suisse, режиссёр Léa Fazer
- 2004 — Короли и королева / Rois et reine, режиссёр Арно Деплешен
- 2004 — Жена Жиля / фр. La femme de Gilles, режиссёр Фредерик Фонтейн, Элиза
- 2005 — Моё сердце биться перестало / De battre mon cœur s’est arrêté, режиссёр Жак Одиар
- 2005 — Милашка / Gentille, режиссёр Sophie Fillières
- 2005 — Усы / La Moustache, режиссёр Эмманюэль Каррер
- 2007 — Я жду кое-кого / J’attends quelqu’un, режиссёр Jérôme Bonnell
- 2007 — Те, кто остается / Ceux qui restent, режиссёр Anne Le Ny
- 2007 — Две жизни… плюс одна / Deux vies plus une, режиссёр Idit Cebula
- 2008 — Рождественская сказка / Un conte de Noël, режиссёр Арно Деплешен
- 2008 — Однажды ты поймешь / Plus tard tu comprendras
- 2008 — Неизъяснимое / фр. Unspoken, Grace
- 2009 — Коко до Шанель / Coco avant Chanel
- 2009 — Однажды в Версале / Bancs publics (Versailles rive droite)
- 2009 — Сорняки / Les Herbes folles
- 2009 — Всё сначала / À l’origine
- 2009 — Сообщники / фр. Complices, Inspecteur Karine Mangin
- 2011 — Полночное разрешение / фр. La permission de minuit, Carlotta
- 2011 — Почему ты плачешь? / фр. Pourquoi tu pleures?, Cécile, dite Coin-Coin
- 2012 — Сын другой / фр. Le fils de l'autre, Orith Silberg
- 2012 — Улица Мандар / фр. Rue Mandar, Rosemonde
- 2013 — Время приключений / фр. Le temps de l'aventure, Alix Aubane
- 2013 — Домашняя жизнь / фр. La vie domestique, Juliette
- 2013 — Виолетт / фр. Violette, Violette Leduc
- 2013 — Джеки в царстве женщин / фр. Jacky au royaume des filles, камео
- 2014 — Если не ты, то я / фр. Arrête ou je continue, Pomme
- 2014 — Могли бы остаться друзьями / фр. On a failli être amies, Carole Drissi
- 2015 — Фрэнк и Лола  / фр. Frank & Lola, Клэр
- 2016 — Цвет кофе / фр. Moka, Диана
- 2019 — Мадам Парфюмер / фр. Les parfums, Анна
- 2022 — Маскарад /  фр. Mascarade
- 2023 — Рождество не по плану / фр. Noël joyeuxe, Беатрис Баран